# Rutensk
Rutensk (se andre navne) var et østslavisk sprog, der taltes i Storfyrstendømmet Litauen og senere i de østslaviske områder i den polsk-litauiske realunion. Rutensk udviklede sig til moderne hviderussisk, rusinsk og ukrainsk sprog, der omtales som rutenske (ukrainsk: Рутенська мова).
Sprogforskere er ikke enige om rutensk var et særskilt sprog eller en vestlig dialekt af gammel østslavisk, men der er enighed om at rutensk er tæt forbundet med gammel østslavisk. Gammel østslavisk blev anvendt som talesprog i Kijevriget i 900-1200-tallet.

## Andre navne
I moderne tekster bliver rutensk undertiden omtalt som "gammel hviderussisk" (hviderussisk: Старабеларуская мова, tr. Starabelaruskaja mova) og "gammel ukrainsk" (ukrainsk: Староукраїнська мова, tr. Staroukraіnska mova). Rutensk var dagligdags sprog i Kijevriget, hvor det officielle sprog var kirkeslavisk. Rutensk kaldes og kaldtes ofte "проста (я) мова" (tr. prosta (ja) mova, dansk: ~ simpelt sprog). Samtidige kilder sondrer kun sjældent mellem dialekten i Storfyrstendømmet Litauen og dialekten i Fyrstendømmet Vladimir.

### Navne i samtiden
- Rutensk (på gammel hviderussisk: руски езыкъ), af samtidige, dog ikke af samtidige moskvitter.
  - (Variant) "simpel rutensk" eller "simpel tale" (på gammel hviderussisk: простый руский (язык) eller простая молва), af Grigoriy Khodkevich (1500-tallet).
- Litauisk (russisk: Литовский язык), muligvis kun af samtidige moskvitter, også af Zizaniy (slutningen af 1500-tallet) og Pamva Berynda (1653)

### Moderne navne
- (gammel) rutensk: Det moderne fælles navn, der dækker både gammel hviderussisk og gammel ukrainsk, brugt af 1900-tallets litauiske og mange polske og engelske forskere.
- (gammel) vestrussisk, sprog eller dialekt (russisk: (Древний) западнорусский язык eller russisk: (Древнее) западнорусское наречие), hovedsagelig benyttet af tilhængere af begrebet en proto-russisk fase, særligt siden slutningen af 1800-tallet, f.eks af Karskij og Sjáchmatov.
- (gammel) hviderussisk, (russisk: белорусский (язык)), gammel hviderussisk henviser både til 1800-tallets sprog og middelaldersproget og er blevet anvendt i værker af Krizjanitj (1618-1683), 1800-tallets russiske forskere som Busláev, Ogonovskiy, Zhitetskiy, Sobolevskiy, Nedeshev, Vladimirov og af hviderussiske nationalister som Karskij. Benyttes sjældent af nutidige russiske forskere.
- Litauisk-russisk (russisk: литовско-русский), af 1800-tallets russiske forskere Keppen, ærkebiskop Filaret, Sakharov, Karatayev.
- Litauisk-slavisk (russisk: литово-славянский), af 1800-tallets russiske forskere Baranovskiy[8].
- Russisk-polsk eller polsk dialekt, af den polske forsker Samuel Bogumił Linde og polske forfatter Wisniewski. Især anvendt i omtalen af Skarynas oversættelse af Bibelen.

Bemærk: Der findes endnu ikke en ISO 639-3 kode for rutensk, men under koden orv-olr på LINGUIST List omtales rutensk som "Old Ruthenian".

### Forskellen mellem det skriftlige rutensk og skriftligt russisk
Da østeuropa gradvist frigjorde sig fra det mongolske herredømme i 1300-tallet, udråbte fire prinser sig til storfyrster. To af disse, Storfyrsten af Moskva og Storfyrsten af Litauen, begyndte at samle de østslaviske områder. Dette resulterede i to separate hovedsageligt østslaviske stater, Storfyrstendømmet Moskva, som i sidste ende udviklede sig til det russiske imperium, og Storfyrstendømmet Litauen, som stort set dækkede områderne i det moderne Hviderusland, Ukraine og Litauen og senere blev forenet med Polen i den polsk-litauiske realunion. Sprogligt fortsatte begge stater med at bruge skriftsproget fra Kijevriget, men på grund af den store indflydelse af polsk i vest og kirkeslavisk i øst, udvikledes gradvist to forskellige skriftsprog: rutensk i Storfyrstendømmet Litauen og Den polsk-litauiske realunion, og gammel russisk i Storfyrstendømmet Moskva. Begge sprog blev kaldt Ruskij (af Rus') eller Slovenskij (af slavisk) kun når der var behov for at skelne mellem skriftsproget i storfyrstendømmet Moskva og storfyrstendømmet Litauen kaldtes det første Moskovskij (dansk: ~moskovitisk), og det sidstnævnte Lytvynskij (dansk: ~litauisk).

## Fortsat polsk indflydelse
Med Lublinunionen i 1569, kom de sydlige områder af Storfyrstendømmet Litauen under direkte administration af den polske krone, mens de nordlige dele bevarede en vis grad af selvstændighed. Det er muligt, at dette resulterede i forskelle med hensyn til rutensk status som officielt sprog og intensiteten af den polske indflydelse på rutensk. Men i begge dele af realunionen beboet af østslaver, forblev rutensk lingua franca, men blev gradvist erstattet af polsk som skriftsprog, i religiøse diskussioner og officielle dokumenter.

## Nye nationale sprog
Med romantikken ved 1800-tallets begyndelse, bredte hviderussisk og ukrainsk skiftsprog sig, byggende på det bredt talte sprog, med få referencer til det rutenske skriftsprog. Samtidigt bevarede russisk indflydelse fra kirkeslavisk "høj ordforråd", således er de mest slående leksikale forskelle mellem russisk på den ene side og hviderussiske og ukrainske på den anden side den langt større andel af "slavonisme" i russisk og "polonisme" i de andre.
Forskellen mellem skiftligt rutensk og de efterfølgende skriftsprog kan umiddelbart ses i moderne hviderussisk og ukrainsk retskrivning.
Afbrydelsen af den skriftlige tradition var især udtalt for hviderussisk: I den polsk-litauiske realunion, havde polsk stort set erstattet rutensk som administrativt og litterært sprog. Hviderussisk overlevede kun som talesprog på landet, næsten uden skriftlig tradition indtil midten af 1800-tallet.
I modsætning til hviderussere og østlige ukrainere, beholdt de vestlige ukrainerne, der kom til at bo i Østrig-Ungarn, ikke kun navnet rutensk, men også meget større kirkeslavisk indflydelse og polske elementer af rutensk. På trods af flertydigheden kaldes disse ukrainere i flere sammenhængere for rusinere.
Således havde det ruteniske skiftsprog i 1800-tallet udviklet sig i tre moderne litterære sprog. For deres videre udvikling, se hviderussisk, rusinsk og ukrainsk.

## Slægtskab
Rutensk sprogs nærmeste genetiske slægtninge er:
| - Østslavisk - † Gammel østslavisk sprog - † Gammel Novgorod - † Rutensk - Hviderussisk - Russisk - Ukrainsk - Rusinsk - Pannonian Rusinsk |

Noter:

1. ↑  † ~ uddød